# مکس دیوانه (بازی ویدئویی ۲۰۱۵)
مکس دیوانه (انگلیسی: Mad Max) یک بازی ویدئویی در سبک اکشن-ماجراجویی، و جهان باز است که توسط استودیو آوالانچ توسعه یافته و به‌وسیلهٔ وارنر برادرز. اینتراکتیو انترتینمنت در سپتامبر ۲۰۱۵ و در پلت‌فرم‌های پلی‌استیشن ۴، اکس‌باکس وان، و مایکروسافت ویندوز منتشر شده‌است. فرال اینتراکتیو نیز مسئولیت انتشار نسخه سیستم‌عامل‌های مک‌اواس و لینوکس را بر عهده داشت.
این بازی قرار بود برای کنسول‌های نسل هفتم نیز عرضه شود ولی شرکت سازنده به دلیل بهبود نسخه‌های کنسول‌های نسل هشتم و مایکروسافت ویندوز، از عرضه آن برای پلی‌استیشن ۳ و اکس‌باکس ۳۶۰ خودداری کرد. این بازی ابتدا قرار بود در سال ۲۰۱۴ عرضه شود، اما در سپتامبر سال بعد و چندین ماه پس از اکران فیلم مکس دیوانه: جاده خشم، چهارمین قسمت در این مجموعه منتشر شد.